# Håkan Pettersson (militär)
Håkan Pettersson, född 3 maj 1947 i Bromma, Stockholm, är en generalmajor vid Svenska flygvapnet och som var chef för H.M. Konungens stab från 2007 till 2018. Pettersson var från 2004 till 2007 chef för Militära underrättelse- och säkerhetstjänsten (MUST). 
Efter Militärhögskolans högre stabskurs 1980–1982 tjänstgjorde han vid Högkvarteret som stabsofficer. Han placerades på Operationsavdelning 5 (OP 5), som blev MUST 1994. År 1996 blev han avdelningschef och ställföreträdande chef. 2004 utnämndes han till chef.
Under åren 1983–1996 var han överadjutant hos Carl XVI Gustaf.
År 2007 förordnades Håkan Pettersson av regeringen att vara chef för Hans Majestät Konungens stab för en period om fem år. Uppdraget som stabschef innebär bland annat att han är chef över kungens tolv adjutanter, men också över kronprinsessan Victorias och prins Carl Philips tolv adjutanter. År 2015 beslutade regeringen att förlänga hans förordnade som förste adjutant och chef för H.M. Konungens stab fram till den 30 juni 2017.
År 2010 ansvarade Petterson för förberedandet och genomförandet av bröllopet mellan kronprinsessan och Daniel Westling.
Han är ledamot av styrelsen för företaget Comex Electronics AB.

## Utmärkelser
- 1996: Minnestecken med anledning av konung Carl XVI Gustafs 50-årsdag (CXVIG:sJmt), 1996[7]
- 2017: H.M. Konungens medalj i guld av 8. storleken, att bäras på bröstet i Serafimerordens band (Kon:sGM8mserafb)[8]
- Storkors av Italienska republikens förtjänstorden, 24 mars 2009.[9]